# Takuya Seike
Takuya Seike (清家拓也?, Seike Takuya; 27 marzo 1991) è un giocatore di football americano giapponese che gioca come defensive lineman per gli Obic Seagulls.

## Palmarès
- 1 Rice Bowl (Obic Seagulls, 2020)